# منزل القناديلي
يقع منزل القناديلى أو منزل حسين القناديلى (النصف الأول من القرن 12 هـ / القرن 18م) بشارع الشيخ قنديل. ويتكون من أربعة أدوار وبالواجهة بابان يؤدى أولهما إلى المخزن، أما الثانى فيؤدى إلى المنزل ويقع داخل مدخل بارز عليه زخارف قوامها الأشكال السداسية حولها كندات وتقوم واجهة الدور الأول على ما ورده مزينة بالسدايب في القطاع الجنوبى ويشغل هذا القطاع بالأدوار الثلاثة شبابيك تعلوها مناور ومشربيات خماسية مركبة.

## وصف المنزل
المنزل من الداخل: يؤدي المدخل الرئيسى إلى دركاه تفتح على دورقاعة المخزن، أما المدخل الآخر فيؤدى إلى دركاه على يسارها الباب المؤدى إلى السلم ويتكون الدور الأول من ثلاثة قطاعات يمثل أوسطها دورقاعة والثانى حجرة وخزانة والثالث حجرة ومرحاض جهة الغرب أما الدورين الثانى والثالث فيشبه تخطيطهما الدور الأول تماماً وتوجد فتحة مربعة بسقف الدورقاعة بالدورين الثانى والثالث.
تتميز الحجرة الرئيسية بالدور الأول بأن حوائطها كانت مزينة ببلاطات القاشاني وقد بقى منها جزء بالحائط الجنوبى ويقع في منتصفه محراب.